# Эффект дезинформации
Эффект дезинформации (эффект мизинформации, misinformation effect) — когнитивное искажение, связанное с памятью.
Эффект дезинформации происходит, когда воспроизведение эпизодических воспоминаний становится менее точным из-за полученной post factum информации. Является классическим примером ретроактивной интерференции, происходящей, когда информация, полученная позже, влияет на способность помнить ранее закодированную информацию. В сущности, новая информация, полученная индивидом, попадает в более ранний временной слой и воздействует на него, искажая память об оригинальном событии.
Эффект дезинформации изучается с середины 1970-х годов. Элизабет Лофтус является одним из самых влиятельных исследователей в этой области.
Эффект дезинформации отражает два из самых кардинальных «грехов» памяти: внушаемость, то есть влияние убеждений со стороны других людей и социальных ожиданий на наши воспоминания, и мизатрибуцию, то есть путаницу в источниках воспоминаний (собственные впечатления при непосредственном наблюдении события, память о его описании, чужие внушения и рассказы и так далее).
Исследования эффекта дезинформации позволяют осознать ложность уверенности в абсолютном постоянстве и надежности наших воспоминаний, а также дают возможность понять, что даже память о лично воспринятых событиях и явлениях может быть искажена впоследствии получением некоторой новой информации — за счёт механизма ретроактивной интерференции. Знание об эффекте дезинформации крайне важно как в судопроизводстве, так и в любой — в том числе и повседневной — деятельности, где люди полагаются на точность своих воспоминаний.